# Diastylopsis annulata
Diastylopsis annulata är en kräftdjursart som först beskrevs av John Todd Zimmer 1902.  Diastylopsis annulata ingår i släktet Diastylopsis och familjen Diastylidae. Inga underarter finns listade i Catalogue of Life.